# Большов, Сергей Владимирович
Серге́й Влади́мирович Большо́в (12 сентября 1954, Сольцы, Новгородская область, РСФСР, СССР — 28 февраля 2018, Йошкар-Ола, Марий Эл, Россия) — советский и российский деятель науки, учёный-археолог, музейный работник. Специалист по эпохе бронзы и абашевской культуре Среднего Поволжья. старший научный сотрудник, заведующий отделом истории досоветского общества Марийского республиканского научно-краеведческого музея / Национального музея Республики Марий Эл им. Т. Евсеева (1981—1996, 2009—2010). Доктор исторических наук (2011), доцент Марийского государственного университета.

## Биография
Родился 12 сентября 1954 года в г. Сольцы Новгородской области. В 1972 году окончил среднюю школу № 12 г. Бобруйска Белорусской ССР. С 1972 по 1974 годы служил в рядах Советской Армии.
В 1974 году поступил на историко-филологический факультет Марийского государственного университета, который окончил в 1981 году. Во время учёбы регулярно участвовал в работе Марийской археологической экспедиции.
В апреле 1981 — ноябре 1996 годов — научный сотрудник, заведующий отделом истории досоветского общества Марийского республиканского научно-краеведческого музея.
В 1996—2008 годах — старший научный сотрудник отдела археологии МарНИИЯЛИ.
С 2009 года работал старшим научным сотрудником отдела фондов Национального музея Республики Марий Эл им. Т. Евсеева. Преподавал на кафедре региональной истории Марийского государственного университета. В 2013—2015 годах работал старшим научным сотрудником Информационно-туристского центра «Царевококшайский Кремль».
Был женат, супруга — известный учёный-этнограф, музеевед, краевед, заслуженный работник культуры Республики Марий Эл Н. А. Большова.
Умер 28 февраля 2018 года в результате обширного инфаркта. Похоронен на Туруновском кладбище Йошкар-Олы.

## Научная деятельность
Автор более 40 научных трудов, в том числе 2 монографий.
В 1993 году заочно окончил аспирантуру при Казанском филиале АН СССР (научный руководитель — доктор исторических наук, профессор А. Х. Халиков). В 1994 году защитил кандидатскую диссертацию на тему «Абашевская культура Среднего Поволжья» в Удмуртском государственном университете. Кандидат исторических наук (1994).
В 2011 году защитил докторскую диссертацию на тему «Лесная полоса Среднего Поволжья в эпоху средней бронзы (проблемы культурогенеза первой половины II тысячелетия до н. э.)» в Казанском Институте истории им. Ш. Марджани. Доктор исторических наук (2011).
С. В. Большов участвовал в региональных, всероссийских и международных конференциях в Ижевске, Йошкар-Оле, Казани, Козьмодемьянске, Оренбурге, Перми, Самаре, Саратове, Чебоксарах.
С. В. Большов исследовал такие археологические памятники Марий Эл, как Сутырское V, Большая Гора, Сутырское I поселения, Козьмодемьянский могильник, Пеленгерский I и Виловатовский II курганы. Археологическими разведками с его участием выявлено более 30 новых памятников в Республике Марий Эл и Нижегородской области.

## Основные научные работы
Далее представлен список основных научных трудов С. В. Большова:

### Книги
- Большов С. В. Могильник на острове Мольбищенский. — Йошкар-Ола. 1988. — 35 c.
- Большов С. В., Юзыкайн А. М. В гостях у наших предков: учебное пособие. — Йошкар-Ола. 2001. 31 c.
- Большов С. В. Средневолжская абашевская культура (по материалам могильников). — Йошкар-Ола: Изд-во Мар. Полиграфкомбината, 2003. — 182 с.
- Большов С. В., Большова Н. А., Данилов О. В. Древние культовые памятники Марий Эл (по археологическим, этнографическим, фольклорным и историческим источникам). — Йошкар-Ола: ГОУВПО «Марийский гос. ун-т», 2008. — 162 с.

### Статьи в научных сборниках и журналах
- Большов С. В. Абашевские древности и некоторые проблемы эпохи бронзы лесной полосы Среднего Поволжья / С. В. Большов // Поздний энеолит и культуры ранней бронзы лесной полосы европейской части СССР. — Йошкар-Ола: МарНИИЯЛИ, 1991. Вып. 19. — С. 160—169.
- Большов С. В., Кузьмина О. В. Новые исследования II Виловатовского могильника // Древние индоиранские культуры Волго-Уралья. — Самара, 1995. — С. 81—113.
- Большов С. В. Проблемы культурогенеза в лесной полосе Среднего Поволжья в абашевское время II Древние индоиранские культуры Волго-Уралья. — Самара, 1995. — С. 141—155.
- Большов С. В. Поселение Большая Гора (предварительные результаты исследования) // Новые материалы но археологии Среднего Поволжья. АЭМК. В. 24. — Йошкар-Ола, 1995. — С. 50—60.
- Большов С. В. Некоторые закономерности построения орнаментальных композиций абашевских сосудов (по материалам могильника Пеленгер I) // Бронзовый век Восточной Европы: характеристика культур, хронология и периодизация. — Самара, 2001. — С. 257—262.
- Большов С. В., Власов А. А. Моделирование культурогенеза и этногенеза на севере Среднего Поволжья // Анализ систем на рубеже тысячелетий: теория и практика — 2001. Том I. — М., 2001. — С. 116—122.
- Большов С. В. Культурогенетическая ситуация на севере Среднего Поволжья в абашевское время // Исторические истоки, опыт взаимодействия и толерантности народов Приуралья. — Ижевск, 2002. — С. 84—90.
- Большов С. В. Средневолжская абашевская культура (семиотический аспект) // Музейный вестник № 2. — Йошкар-Ола: Министерство культуры, печати и по делам национальностей Республики Марий Эл. Национальный музей Республики Марий Эл имени Т. Е. Евсеева, 2008. — С. 201—219.
- Большов С. В. Хронологическое соотношение абашевской, атликасинской и балановской культур // Научный Татарстан. 2009. № 2. С. 21—26.
- Большов С. В. Семантическая функция Абашевского орнамента // Известия Самарского научного центра Российской академии наук. — Самара. 2009. № 6. — С. 296—299.
- Большов С. В. К вопросу о фатьяновско-балановской культурно-исторической общности // Известия высших учебных заведений. Поволжский регион. Гуманитарные науки. — Пенза. 2010. № 3. — С. 3—11.
- Большов С. В. Керамика с геометрическим орнаментом и солярной символикой средневолжской абашевской, атликасинской и балановской культур // Вестник Чувашского университета. — Чебоксары. 2010. № 4. — С. 7—11.

## Звания и награды
- Кандидат исторических наук (1994)[1]
- Доктор исторических наук (2011)[1]
- Почётная грамота Государственного Собрания Республики Марий Эл (2004)[1]
- Почётная грамота Министерства культуры, печати и по делам национальностей Республики Марий Эл (2009)

## Память
- Имя археолога С. В. Большова в ряду археологов Марий Эл значится в экспозиции «Этноархеология: от Imniscaris до мари» Музея истории и археологии Республики Марий Эл[9].